# Гостра могила № 2
Гостра могила (товтра, 398,0 м) — втрачений ботанічний заказник місцевого значення в Україні. 
Існував на околицях села Городниці Підволочиського району Тернопільської області.

## Відомості
Оголошений заказником рішенням Тернопільської обласної ради від 18 березня 1994 року. Площа становила 7 га. 
Рішенням Тернопільської обласної ради № 358 від 25 січня 2005 року об'єкт скасовано. 
Скасування статусу відбулося з причини включення території в природний заповідник «Медобори».